# 圣阿芒德科利
圣阿芒德科利（法語：Saint-Amand-de-Coly，法語發音：[sɛ̃.t‿amɑ̃ də kɔli]）是法国多尔多涅省的一个旧市镇，属于萨拉拉卡内达区。圣阿芒德科利是法国最美丽的村庄之一。2019年，圣阿芒德科利与市镇科利合并为新市镇科利-圣阿芒，圣阿芒德科利为新市镇行政中心。

## 地理
圣阿芒德科利（45°3'49"N, 1°14'50"E）面积26.4 平方千米，位于法国新阿基坦大区多爾多涅省，该省份为法国西南部内陆省份，是法國本土面积第三大的省，大致对应佩里戈尔地区，北起顺时针与夏朗德省、上维埃纳省、科雷兹省、洛特省、洛特-加龙省、吉倫特省和滨海夏朗德省接壤。
圣阿芒德科利的时区为UTC+01:00、UTC+02:00（夏令时）。

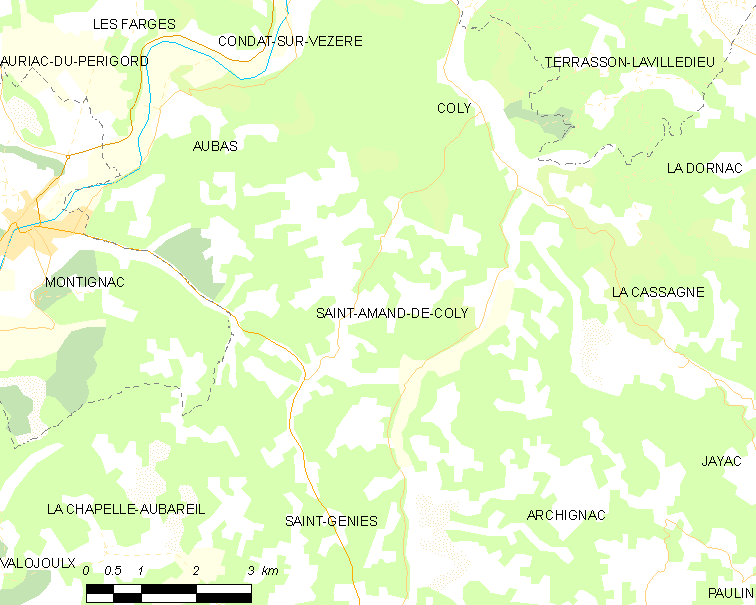
圣阿芒德科利的OSM定位图

## 行政
圣阿芒德科利的邮政编码为24290，INSEE市镇编码为24364。

## 政治
圣阿芒德科利所属的省级选区为人谷县。

## 人口

1962-2008年间圣阿芒德科利人口变化图示

圣阿芒德科利于2018年1月1日时的人口数量为370人。